# Contea di Liping
La contea di Liping (黎平县S, Lípíng XiànP) è una contea della Cina, situata nella provincia del Guizhou e amministrata dalla prefettura autonoma miao e dong di Qiandongnan.